# 下清幽
面带是中国广东省广州市从化区的一个自然村。在太平镇东面约42千米，属红石村管辖。清朝建村。1998年时，全村人口62人。